# William Gilbert

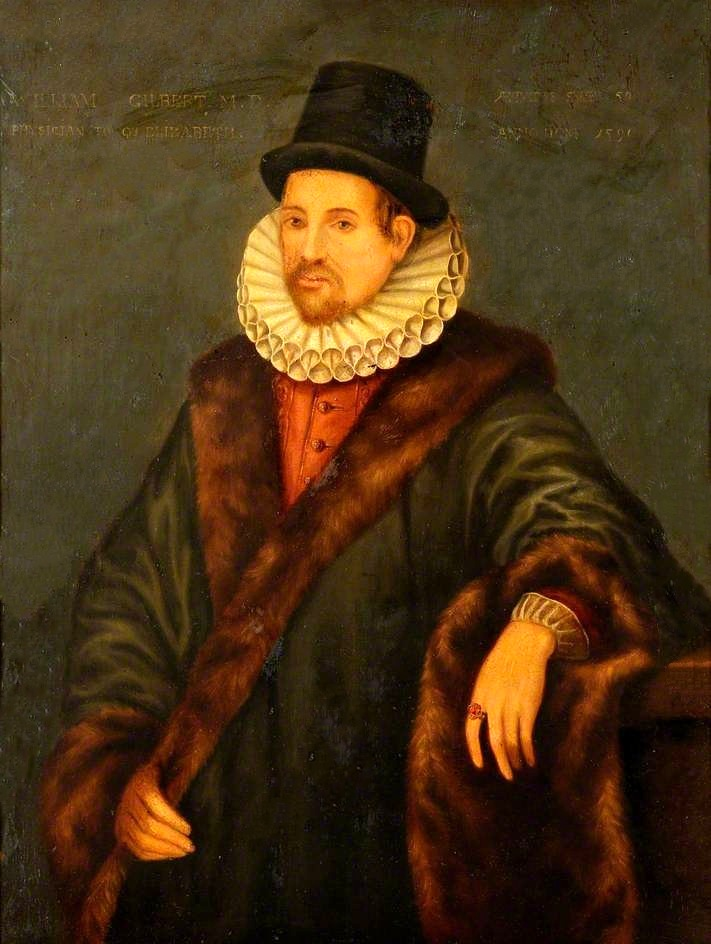
William Gilbert

William Gilbert (auch William Gylberde; * 24. Mai 1544 in Colchester, Essex, England; † 10. Dezember 1603 in London oder Colchester) war ein englischer Arzt und als Physiker einer der Wegbereiter der modernen naturwissenschaftlichen Forschung, insbesondere auf dem Gebiet der Elektrizität und des Magnetismus. Er gilt als der Erfinder des Versoriums.

## Leben
Gilbert stammte aus einer bürgerlichen Familie, sein Vater war Jurist (Recorder) und Bürger von Colchester. William Gilbert war das älteste der fünf Kinder aus erster Ehe (der Vater heiratete noch zweimal). Gilbert studierte ab 1558 am St John’s College in Cambridge mit dem Bachelor-Abschluss (A.B.) 1561 und dem Magister artium 1564 und wurde 1569 in Medizin promoviert (M.D.), wonach er Senior Fellow seines College wurde. Er wurde 1558 Pensioneer am College, 1561 Fellow der Mr. Symon´s Foundation, war 1565/66 Mathematical Examinor und 1569 und 1570 Senior Bursar. Möglicherweise ging er nach Abschluss seines Medizinstudiums in Cambridge in das Ausland, doch fehlen dafür genaue Nachweise.  Mitte der 1570er Jahre ließ er sich als Arzt in London nieder. 1577 erhielt er einen Wappenbrief. Er wurde (vor 1581) Mitglied des Royal College of Physicians und war um 1581 einer der angesehensten Ärzte in London mit vielen hochgestellten Patienten. 1588 war er einer der vier Ärzte des College, die im Auftrag der Regierung für die Gesundheit der Royal Navy sorgten. Im Jahr 1600 wurde er Präsident des Royal College of Physicians, nachdem er dort schon seit 1582 offizielle Positionen hatte und an deren Pharmacopeia mitarbeitete. 1600 erhielt er die Stelle des Hofarztes von Königin Elisabeth I., nach deren Tod am Hof von König James I. Er lebte im Wingfield House in St. Peters Hill in London, wahrscheinlich ein Erbe seiner Stiefmutter, und hatte dort sein Labor. Er starb möglicherweise an der Pest und hinterließ seine Instrumente und Bücher dem Royal College of Physicians. Der Nachlass, seine Bibliothek und sein Haus wurden wie das Royal College vom Großen Brand von London im September 1666 zerstört.

## Werk

### Magnetismus und Elektrizität
Gilbert gilt als der erste Forscher, der mit sorgfältig geplanten Experimenten und systematisch die Eigenschaften von magnetischen Erzen erforschte. Dabei widerlegte er auch Legenden, die sich rund um magnetische Erscheinungen gebildet hatten – so etwa, dass Knoblauch einen Magneten entmagnetisieren könne.
Mit seinen Untersuchungen zur vis electrica (von ihm stammt auch der Gebrauch dieses Wortes) leitete er die Lehre der Elektrizität ein. Er unterschied als Erster eindeutig zwischen Magnetismus und der statischen Elektrizität (De Magnete, Buch 2, Kapitel 2), untersuchte die elektrische Aufladung an vielen Substanzen (nicht nur an dem namensgebenden Bernstein, griechisch ḗlektron (ἤλεκτρον)). Nach Gilberts Meinung war die elektrische Wirkung des geriebenen Bernsteins ein Rest seiner ursprünglich flüssigen Natur in der Erde: Demnach trete eine Flüssigkeit aus, die kleine Partikel aufnehme und nach innen zöge. Neben Bernstein fand er weitere elektrische Substanzen und stellte zu deren Nachweis das erste neuzeitliche elektrische Messgerät her, ein Elektroskop, das er als „Versorium“ bezeichnete. Es bestand nach seinen eigenen Angaben aus einem drei oder vier Finger langem Metall, das beweglich auf eine scharfe Spitze gesetzt wurde.

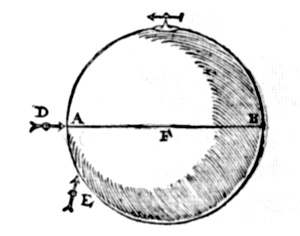
Gilberts kugelförmiger Magnet „Terrella“ zusammen mit Magnetnadeln

Während manche seiner Zeitgenossen meinten, die Spitze der Kompassnadel werde vom Polarstern angezogen, zeigte er überzeugend, dass die Erde mit ihren Bestandteilen Magnetit und Eisen insgesamt als ein einziger Magnet mit zwei Polen angesehen werden muss (De Magnete, letztes Kapitel von Buch 1). Dies folgerte er auch aus der von Georg Hartmann entdeckten und von Robert Norman (The New Attractive, 1581) bekannt gemachten Inklination der Magnetnadeln. Entscheidend jedoch waren seine eigenen Experimente mit einem kugelförmigen Magneten, den er „Terrella“ (Latein „kleine Erde“) nannte. Nach seiner Vorstellung war der Magnetismus die „Seele“ der Erde und ihr von Gott eingepflanzt. Er wies jedem Magneten einen Einflussbereich zu, ein Vorläufer des Feldkonzepts. Er schlug vor, dass Seefahrer Abweichungen von der Weisung der Magnetnadel auf den Nordpol aufzeichnen sollten und gab dafür Anweisungen.
Sein Hauptwerk De Magnete, Magnetisque Corporibus, et de Magno Magnete Tellure (Über den Magneten, Magnetische Körper und den großen Magneten Erde) erschien 1600 und gibt einen weiten Überblick über seine Forschungen zum Magnetismus und zu Phänomenen der Elektrizität. Es wurde in England und auch auf dem Kontinent gut aufgenommen und erlebte 1628 und 1633 Neuauflagen. Es ist die erste zusammenfassende Behandlung des Magnetismus seit Petrus Peregrinus de Maricourt im 13. Jahrhundert.
Gilbert war wie Peregrinus der Auffassung, dass die Rotation zu den magnetischen Bewegungen zählte und ein ausbalancierter sphärischer Magnet eine Drehbewegung vollführen würde. Im sechsten Buch (Kapitel 3) seines De Magnete, in dem er seine magnetische Philosophie auf den Kosmos übertrug, vertrat er die Ansicht, die tägliche Drehbewegung der Erde sei auf den Magnetismus zurückzuführen. Die aristotelisch geprägte Idee einer Fixsternsphäre mit festem Abstand lehnte er ab und postulierte, dass die „feststehenden“ Sterne sich in unterschiedlichen Entfernungen befinden und nicht an einer imaginären Sphäre befestigt sind. Er fragte, wie die Sterne „im dünnsten Äther, in der feinstofflichsten fünften Essenz oder in der Leere ihre Positionen in dem mächtigen Wirbel dieser riesigen Sphären behalten sollen, die aus einer Substanz bestehen, von der niemand etwas weiß?“
Die Gezeiten und die Präzession der Äquinoktien versuchte er ebenfalls auf Magnetismus zurückzuführen; seine Argumente hierfür waren aber schwach und das sechste Buch seines Hauptwerks wurde deshalb von Francis Bacon und anderen kritisiert. Obwohl Gilbert den Magnetismus nicht als Anziehungskraft zwischen den Himmelskörpern interpretierte, wies er 57 Jahre nach Kopernikus’ De revolutionibus orbium coelestium (1543) darauf hin, dass die Bewegung des Himmels auf die Rotation der Erde und nicht auf die Rotation der Sphären zurückzuführen sei.
Zeitgenossen Gilberts schätzten seine Leistung als Physiker hoch ein; Johannes Kepler und Galileo Galilei waren an seinen Ausführungen zur Drehbewegung der Erde als Fundament des kopernikanischen Systems sehr interessiert. Kepler versuchte Gilberts magnetische Theorie als Antrieb der Planetenbewegung zu verwenden, scheiterte aber an zu vielen ad hoc Annahmen, die vorauszusetzen waren.

### Unvollendete Schriften und Positionierung gegen Aristoteles

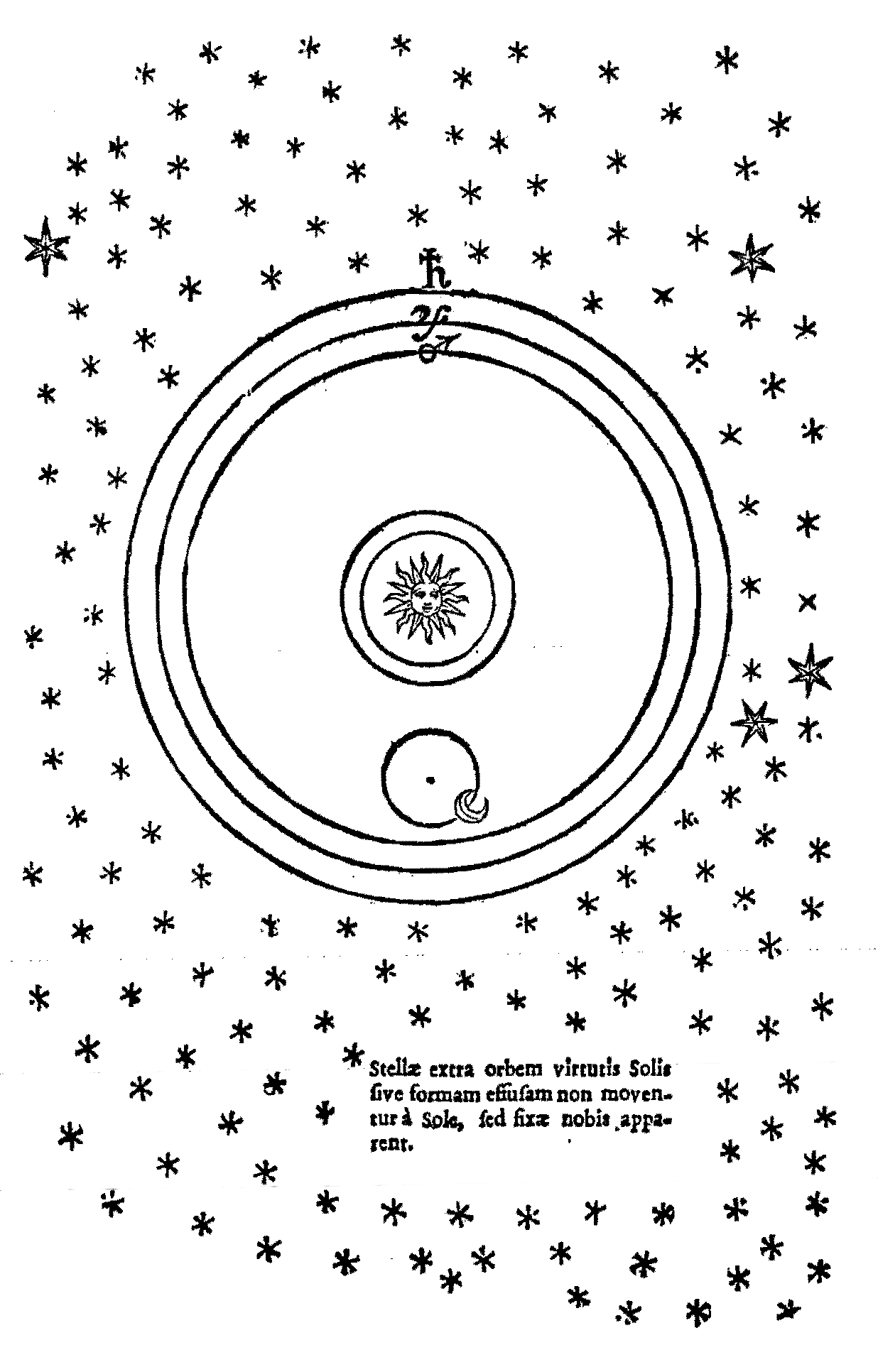
Darstellung des heliozentrischen Weltbilds in De Mundo

Eine Sammlung von unvollendeten Schriften Gilberts wurde im Jahr 1651 von seinem Halbbruder William Gilbert of Melford unter dem Titel De Mundo Nostro Sublunari Philosophia Nova (Neue Philosophie über unsere sublunare Welt) gesammelt und waren zum Beispiel Francis Bacon und Thomas Harriot bekannt. Sie wurden 1651 in Amsterdam veröffentlicht. Es war unvollendet und der erste Teil (Physiologiae nova contra Aristotelem, wahrscheinlich 1590er Jahre) setzte die kosmologischen Ideen aus dem letzten Buch von De magnete fort. So seien auch die ungleichförmigen Bewegungen des Mondes um die Erde und seine Rotation durch den Magnetismus der Materie bestimmt – er fand die Libration des Mondes und von ihm stammt die einzige Karte des Mondes vor Erfindung des Fernrohrs.
Der zweite Teil Nova meterorologia contra Aristotelem entstand wahrscheinlich als unabhängiges Werk und behandelt Kometen, die Milchstraße, Regenbögen, Wolken, Wind, Gezeiten und das Meer, Ursprung von Flüssen und anderes. Die nachgelassenen Schriften waren aber bei Weitem nicht so einflussreich wie sein Hauptwerk, das sich als wegweisend für die naturwissenschaftliche Forschung der nachfolgenden Generationen erwiesen hat. 
In der Physiologia verneint er die Existenz von Aristoteles’ vier Elementen und ersetzt sie einzig durch Erde. Dessen kennzeichnende Eigenschaft war der Magnetismus. Teile der Erde ohne magnetische Eigenschaft sind entartete Formen der Erde und die meisten Flüssigkeiten Effluvia dieses grundlegenden Elements Erde. Die anderen Himmelskörper waren nach Gilbert ähnlich aufgebaut, auch wenn er das nur für den Mond explizit formulierte. Dieser war nach Gilbert eine verkleinerte Erde mit Meeren (die helleren Gebiete) und Kontinenten. Die Sonne war wie die Sterne ein lichtemittierender Körper im Gegensatz zu den fünf Planeten, die um die Sonne kreisten und von dieser als treibender magnetischer Kraft auf ihren Orbits angetrieben wurden. Die Erde nahm er von diesem Antrieb durch die Sonne aus, obwohl sie wie die anderen Planeten in ihrem magnetischen Einflussbereich war. Er diskutierte die Systeme von Nikolaus Kopernikus und Giordano Bruno, bekannte sich aber nicht explizit für oder gegen das heliozentrische Weltbild. Wie auch an anderen Stellen zeigt sich hier der unvollendete Charakter der nachgelassenen Schriften, die teilweise kompilatorische Natur haben.
In seiner Behandlung der Milchstraße (deren genaue Natur er offen lässt) erwähnt er auch, dass man diese am besten mit einem Instrument namens specillis beobachtet, das er nicht näher beschreibt.

## Ehrungen
Nach ihm wurde das Gilbert, eine cgs-Einheit für die magnetische Spannung benannt. Auch der Mondkrater Gilbert ist nach ihm und dem Geologen Grove Karl Gilbert benannt. Des Weiteren ist er Namensgeber des Mount Gilbert in der Antarktis. Der William Gilbert Award der American Geophysical Union für Paläo- und Geomagnetismus ist nach ihm benannt.

## Werke
- Tractatus, sive physiologia nova de magnete, magneticisque corporibus et de magno magnete tellure. Sex libris comprehensus, 1600 (Digitalisate: Ausgabe Stettin/Rostock 1628, Ausgabe Stettin 1633)
- Englische Übersetzung seines Hauptwerks: On the magnet, magnetick bodies also, and on the great magnet the earth, Übersetzer: Silvanus Phillips Thompson, Chiswick Press, London, 1900 (online bei Projekt Gutenberg).
- On the loadstone and magnetic bodies and of the great magnet the earth, Wiley 1893, Archive
- Duane Roller: The De magnete of William Gilbert, Amsterdam 1959
- De mundo nostro sublunari philosophia nova, collected by his half brother, Amsterdam 1651 (Neuausgabe Suzanne Kelly: The De mundo of William Gilbert, Amsterdam 1965)